# NGC 6687
NGC 6687 este o galaxie situată în constelația Dragonul. A fost descoperită în 11 iulie 1883 de către Lewis A. Swift.